# Simo stationssamhälle
Simo stationssamhälle (finska: Simon asemanseutu) är en tätort (finska: taajama) och centralort i Simo kommun i landskapet Lappland i Finland. Vid tätortsavgränsningen den 31 december 2021 hade Simo stationssamhälle 746 invånare och omfattade en landareal av 3,19 kvadratkilometer.